# 中華民國駐聖文森國大使列表
本列表為中華民國駐聖文森國歷任大使名錄。

## 歷史
- 1981年8月15日聖文森國与中华民国建交。

- 1982年中華民國政府派遣首任大使，由駐多明尼加大使董宗山兼任駐聖文森國大使。

- 1983年3月24日中華民國政府於聖文森國首府金斯敦設立大使館。

- 1989年7月31日起改由駐格瑞那達大使兼任駐聖文森國大使。

- 2003年起改為专任大使。

## 歷任大使

### 中華民國驻大使（1982年至今）
| 姓名   | 到任          | 離任          | 外交衔级 | 外交职务     | 備註          | 備註 |
| ------ | ------------- | ------------- | -------- | ------------ | ------------- | ---- |
| 董宗山 | 1982年3月     | 1984年5月     | 大使     | 特命全权大使 | 驻 兼         |      |
| 王孟顯 | 1984年5月     | 1989年5月     | 大使     | 特命全权大使 | 驻 兼         |      |
| 刘伯伦 | 1989年12月    | 1992年3月     | 大使     | 特命全权大使 | 驻 格瑞那達兼 |      |
| 林尊贤 | 1992年3月     | 1993年12月    | 大使     | 特命全权大使 | 驻 格瑞那達兼 |      |
| 徐启明 | 1994年1月     | 1997年11月    | 大使     | 特命全权大使 | 驻 格瑞那達兼 |      |
| 林永乐 | 1997年11月    | 2001年4月10日 | 大使     | 特命全权大使 | 驻 格瑞那達兼 |      |
| 姜礼尚 | 2001年5月10日 | 2003年4月     | 大使     | 特命全权大使 | 驻 格瑞那達兼 |      |
| 朱玉鳳 | 2003年4月     | 2006年1月16日 | 大使     | 特命全权大使 |               |      |
| 程豫台 | 2006年2月10日 | 2008年5月13日 | 大使     | 特命全权大使 |               |      |
| 李澄然 | 2008年5月19日 | 2010年8月19日 | 大使     | 特命全权大使 |               |      |
| 施文斌 | 2010年9月5日  | 2014年8月30日 | 大使     | 特命全权大使 |               |      |
| 葛葆萱 | 2014年9月16日 | 2018年3月     | 大使     | 特命全权大使 |               |      |
| 何震寰 | 2018年3月27日 | 2021年9月     | 大使     | 特命全权大使 |               |      |
| 藍夏禮 | 2021年9月     | 2023年7月12日 | 大使     | 特命全权大使 |               |      |
| 范惠君 | 2023年7月     | 現任          | 大使     | 特命全权大使 |               |      |

## 外部連結
- 中華民國駐聖文森及格瑞那丁大使館 （页面存档备份，存于）（繁體中文）（英文）(Facebook （页面存档备份，存于） 、Twitter （页面存档备份，存于）)